# Рыба-ворон
Рыба-ворон, или парастроматеус, или формио, или помфрет (лат. Parastromateus niger), — вид морских лучепёрых рыб из монотипического рода Parastromateus семейства ставридовых (Carangidae). Широко распространены в тропических и тёплых умеренных водах Индо-Тихоокеанской области. Максимальная длина тела 75 см. Морские пелагические рыбы. Имеют промысловое значение.

## Описание
Тело высокое и сильно сжато с боков, покрыто мелкой, легкоопадающей чешуёй. Чешуя полностью покрывает грудь, спинной и анальный плавники. Верхний и нижний профили тела сильно выпуклые, сходны по форме. Рот конечный. Окончание верхней челюсти не доходит до вертикали, проходящей через передний край глаза. Мелкие конические зубы на обеих челюстях расположены в один ряд. В спинном плавнике 5—6 коротких колючек (у взрослых особей скрыты под кожей и не видны), один жёсткий и 41—46 мягких лучей. В анальном плавнике 2 колючки (у взрослых особей скрыты под кожей и не видны), один жёсткий и 35—40 мягких лучей. Верхние профили спинного и анального плавников сходны по форме с увеличенной закруглённой передней долей. Грудные плавники длинные и серповидные. У особей длиной более 10 см брюшные плавники отсутствуют, а у молоди длинные брюшные плавники расположены перед грудными плавниками. Хвостовой плавник раздвоенный. Боковая линия делает невысокую дугу в передней части, затем переходит в прямую часть на уровне задней трети спинного плавника и идёт прямо до хвостового плавника. В выгнутой части боковой линии 57—68 чешуй. Задняя прямая часть боковой линии с 4—6 чешуйками и 8—9 костными щитками на хвостовом стебле, которые образует слабый киль. Позвонков: 10 туловищных и 14 хвостовых.

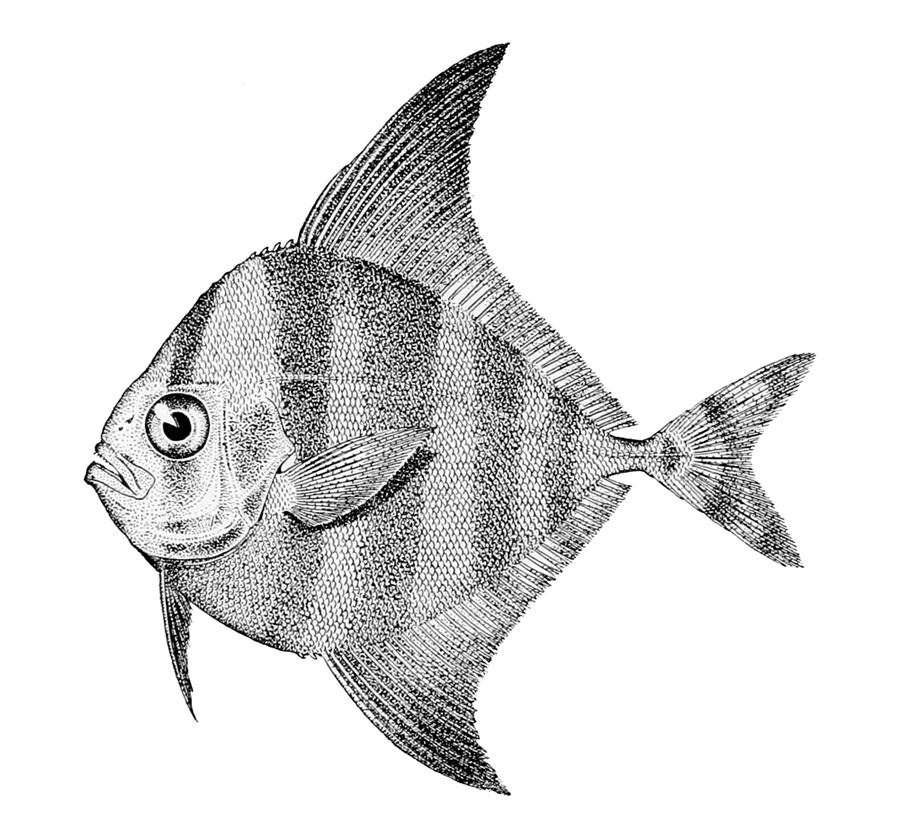
Молодь рыбы-ворона

Взрослые особи однотонного серебристо-серого или голубовато-коричневого цвета. После поимки чешуя быстро опадает и рыбы становятся желтовато-коричневыми. Плавники с тёмными краями. У молоди по бокам тела проходят тёмные вертикальные полосы, брюшные плавники чёрные.
Максимальная длина тела — 75 см, обычно до 30 см.

## Биология
Морские бентопелагические рыбы. Обитают в прибрежных водах на глубине от 15 до 40 м над мягкими грунтами. В дневные часы образуют большие скопления ближе ко дну, а ночью поднимаются к поверхности. Часто плавают на боку.
Рыбы-вороны питаются зоопланктоном. В состав рациона входят сальпы, креветки, личинки ротоногих, амфиподы и другие ракообразные. У особей длиной 10—25 см в желудках обнаружено большое количество чешуи рыб.
Самцы парастроматеуса впервые созревают (50% в популяции) при длине тела 17,5 см, а самки — при длине тела 29 см. В Персидском заливе нерестятся с февраля по сентябрь с пиком в мае — июне. Нерест порционный. Плодовитость варьирует от 71,3 до 3895,4 тысяч икринок.

## Ареал
Широко распространены в Индо-Тихоокеанской области от Южной Африки до Красного моря и Персидского залива; далее на восток вдоль побережья южной и юго-восточной Азии до Индонезии и Папуа-Новая Гвинея, включая Сейшельские и Мальдивские острова; на север до юга Японии;  на юг до Австралии. Наиболее многочисленны у берегов западной Индии и Индонезии.

## Хозяйственное значение
Рыба-ворон является ценной промысловой рыбой на всём протяжении ареала. В 2010-х годах мировые уловы варьировали от 63,1 до 81,7 тысяч тонн. Промысел ведётся преимущественно жаберными сетями, иногда кошельковыми неводами и тралами. Больше всех ловят Индонезия и Таиланд. Реализуется в свежем и замороженном виде.